# Pedro Fernandes Ribeiro
Pedro Fernandes Ribeiro, mais conhecido como Pedro Fernandes (São Luís, 2 de março de 1949) é um engenheiro e político brasileiro, filiado ao União Brasil (UNIÃO). É o atual prefeito do município de Arame, no Maranhão.

## Vida pessoal e carreira profissional
É filho de Manoel Nunes Ribeiro e Raimunda Fernandes Ribeiro, irmão do também político Manoel Ribeiro. Após formar-se em Engenharia Civil pela Escola de Engenharia do Maranhão, ingressou em 1975 no Banco de Desenvolvimento do Maranhão (BDM). Em 1982 ingressou no Banco do Estado do Maranhão (BEM). Em 1989 tornou-se presidente da Companhia de Limpeza e Serviços Urbanos de São Luís.

## Carreira política
Iniciou-se na política em 1988 filiando-se ao PSDB para criação da representação partidário no Maranhão. Elegeu-se vereador da capital maranhense pelo PSDB nas eleições de 1992. Em 1993 foi nomeado secretário de Obras e Transportes e, posteriormente, secretário municipal de Infraestrutura, de 1993 a 1995. Em 1995 filiou-se ao Partido Social Democrático (PSD).
Disputou a prefeitura em 1996 pela coligação (PSD/PFL) e ficou em terceiro lugar. No segundo turno, oficializou seu apoio à João Castelo, que, na campanha para prefeito, foi derrotado por Jackson Lago.
Eleito deputado federal em 1998 e tomou posse de seu primeiro mandato na Câmara dos Deputados em fevereiro de 1999. Foi reeleito em 2002, 2006, 2010 e 2014. Insistiu novamente nas eleições municipais de 2008 pelo PTB e ficou fora do segundo turno. Em abril de 2011 licenciou-se do cargo de deputado, para assumir o cargo de Secretário de Estado das Cidades e Desenvolvimento Urbano, no governo de Roseana Sarney. Em 2012, foi nomeado secretário da Educação do estado do Maranhão.
Em 2016 foi o presidente da CPI do CARF. Em 17 de abril de 2016, votou contra a abertura do processo de impeachment da presidente Dilma Rousseff. Posteriormente, votou a favor da PEC do Teto dos Gastos Públicos. Em abril de 2017 foi também favorável à Reforma Trabalhista.
Em agosto de 2017 votou contra o processo em que se pedia abertura de investigação do então Presidente Michel Temer, ajudando a arquivar a denúncia do Ministério Público Federal. Em 27 de dezembro de 2017 foi anunciado como Ministro do Trabalho do governo de Michel Temer, porém sua nomeação foi cancelada após divergências com o ex-senador José Sarney.
Em 2018 foi eleito primeiro suplente da senadora Eliziane Gama (Cidadania). Nas eleições de 2020 foi eleito prefeito do município de Arame, tendo como vice Daniel Sousa de Lima.
É pai do deputado federal Pedro Lucas Fernandes e dos secretários estaduais Tiago Fernandes e Paulo Casé Fernandes. 